# Baijiania borneensis
Baijiania borneensis är en gurkväxtart som först beskrevs av Elmer Drew Merrill, och fick sitt nu gällande namn av An Min g Lu och J.Q. Li. Baijiania borneensis ingår i släktet Baijiania och familjen gurkväxter. Utöver nominatformen finns också underarten B. b. paludicola.